# 第12回全日本アンサンブルコンテスト
第12回全日本アンサンブルコンテストは、1989年に行われた全日本アンサンブルコンテストの第12回大会である。

## 概要
1989年3月21日に福井市文化会館で開催された。全日本吹奏楽連盟・朝日新聞社主催。文化庁・日本放送協会・福井県教育委員会・福井市教育委員会後援。

### 審査員
- 大久保功治
- 喜田賦
- 田宮堅二（トランペット奏者）
- 中村均
- 藤井むつ子

### 備考
岩手県、徳島県が初出場。朝鮮学校が初出場。

## 代表校・代表団体
下記表では同一校から2グループが出場した場合は、「W'（ダブル）出場」と表記。

### 中学の部
| 中学の部 | 中学の部          | 中学の部                       | 中学の部          |
| 支部     | 都道府県 （地区） | 代表校                         | 出場回数          |
| -------- | ----------------- | ------------------------------ | ----------------- |
| 北海道   | 札幌地区          | 札幌市立宮の丘中学校吹奏楽部   | 2回目2年連続      |
| 北海道   | 北見地区          | 北見市立光西中学校吹奏楽部     | 3回目4年ぶり      |
| 東北     | 福島県            | 矢吹町立矢吹中学校吹奏楽部     | 初出場            |
| 東北     | 福島県            | 原町市立原町第二中学校吹奏楽部 | 初出場            |
| 関東     | 群馬県            | 前橋市立第三中学校吹奏楽部     | 2回目2年連続      |
| 関東     | 埼玉県            | 大宮市立宮原中学校吹奏楽部     | 初出場            |
| 東京     | 東京都            | 足立区立加賀中学校吹奏楽部     | 初出場            |
| 東京     | 東京都            | 世田谷学園中学校吹奏楽部       | 初出場            |
| 北陸     | 石川県            | 津幡町立津幡中学校吹奏楽部     | 初出場            |
| 北陸     | 福井県            | 武生市立武生第三中学校吹奏楽部 | 5回目5年連続      |
| 東海     | 愛知県            | 名古屋市立平針中学校吹奏楽部   | 初出場            |
| 東海     | 三重県            | 桑名市立陽和中学校吹奏楽部     | 初出場            |
| 関西     | 大阪府            | 箕面市立第一中学校吹奏楽部     | 初出場／Ｗ出場 ア |
| 中国     | 鳥取県            | 溝口町立溝口中学校吹奏楽部     | 初出場            |
| 中国     | 広島県            | 広島市立祇園中学校吹奏楽部     | 3回目3年連続      |
| 四国     | 愛媛県            | 川之江市立南中学校吹奏楽部     | 初出場            |
| 四国     | 高知県            | 安芸市立安芸中学校吹奏楽部     | 2回目2年連続      |
| 九州     | 大分県            | 日出町立日出中学校吹奏楽部     | 初出場            |
| 九州     | 沖縄県            | 石川市立石川中学校吹奏楽部     | 初出場            |

### 高校の部
| 高校の部 | 高校の部          | 高校の部                             | 高校の部                         |
| 支部     | 都道府県 （地区） | 代表校                               | 出場回数                         |
| -------- | ----------------- | ------------------------------------ | -------------------------------- |
| 北海道   | 札幌地区          | 東海大学第四高等学校吹奏楽部         | 3回目2年連続                     |
| 北海道   | 日胆地区          | 北海道苫小牧南高等学校吹奏楽部       | 初出場                           |
| 東北     | 秋田県            | 秋田県立花輪高等学校吹奏楽部         | 7回目2年連続                     |
| 東北     | 福島県            | 福島県立勿来工業高等学校吹奏楽部     | 2回目2年ぶり                     |
| 関東     | 埼玉県            | 埼玉県立越谷総合技術高等学校吹奏楽部 | 初出場                           |
| 関東     | 埼玉県            | 埼玉県立大宮高等学校吹奏楽部         | 初出場                           |
| 東京     | 東京都            | 関東第一高等学校吹奏楽部             | 初出場                           |
| 東京     | 東京都            | 京華学園高等学校吹奏楽団             | 8回目4年ぶり                     |
| 北陸     | 富山県            | 富山県立高岡商業高等学校吹奏楽部     | 4回目2年ぶり                     |
| 北陸     | 福井県            | 福井県立武生東高等学校吹奏楽部       | 2回目2年連続                     |
| 東海     | 静岡県            | 静岡県立浜松工業高等学校吹奏楽部     | 2回目4年ぶり                     |
| 東海     | 愛知県            | 愛知工業大学名電高等学校吹奏楽部     | 8回目2年ぶり                     |
| 関西     | 大阪府            | 大阪府立淀川工業高等学校吹奏楽部     | 6回目5年連続                     |
| 関西     | 大阪府            | 大阪信愛女学院高等学校吹奏楽部       | 3回目8年ぶり                     |
| 中国     | 島根県            | 松江市立女子高等学校吹奏楽部         | 初出場                           |
| 中国     | 広島県            | 広島朝鮮中高級学校                   | 初出場（朝鮮学校としても初出場） |
| 四国     | 香川県            | 香川県立高松北高等学校吹奏楽部       | 初出場                           |
| 四国     | 愛媛県            | 愛媛県立松山南高等学校吹奏楽部       | 初出場                           |
| 九州     | 福岡県            | 福岡工業大学附属高等学校吹奏楽部     | 5回目5年ぶり                     |
| 九州     | 鹿児島県          | 鹿児島県立松陽高等学校吹奏楽部       | 初出場                           |

### 大学の部
| 大学の部 | 大学の部          | 大学の部                             | 大学の部                       |
| 支部     | 都道府県 （地区） | 代表団体                             | 出場回数                       |
| -------- | ----------------- | ------------------------------------ | ------------------------------ |
| 北海道   | 函館地区          | 北海道教育大学函館分校吹奏楽部       | 3回目3年連続                   |
| 東北     | 宮城県            | 東北大学吹奏楽部                     | 初出場                         |
| 関東     | 埼玉県            | 文教大学吹奏楽部                     | 2回目6年ぶり                   |
| 東京     | 東京都            | 中央大学音楽研究会吹奏楽部           | 2回目2年連続                   |
| 北陸     | 石川県            | 金沢大学アカデミアブラスアンサンブル | 11回目8年連続                  |
| 東海     | 静岡県            | 静岡大学吹奏楽団                     | 4回目2年連続                   |
| 関西     | 大阪府            | 関西大学応援団吹奏楽部               | 5回目5年連続                   |
| 中国     | 島根県            | 島根大学吹奏楽部                     | 初出場                         |
| 四国     | 徳島県            | 鳴門教育大学フィルハーモニー管弦楽団 | 初出場（徳島県としても初出場） |
| 九州     | 福岡県            | 福岡大学応援指導部吹奏楽団           | 3回目3年ぶり                   |

### 職場の部
| 職場の部 | 職場の部          | 職場の部                   | 職場の部      |
| 支部     | 都道府県 （地区） | 代表団体                   | 出場回数      |
| -------- | ----------------- | -------------------------- | ------------- |
| 北海道   | 日胆地区          | 新日鉄室蘭吹奏楽団         | 2回目7年ぶり  |
| 東北     | 宮城県            | JR東日本東北吹奏楽団       | 2回目2年連続  |
| 関東     | 神奈川県          | 日本電気玉川吹奏楽団       | 10回目2年ぶり |
| 東京     | 東京都            | ヤマハ吹奏楽団東京         | 2回目5年ぶり  |
| 東海     | 静岡県            | ヤマハ吹奏楽団浜松         | 6回目2年ぶり  |
| 関西     | 大阪府            | 阪急百貨店吹奏楽団         | 6回目2年連続  |
| 中国     | 広島県            | NTT中国吹奏楽団            | 7回目6年連続  |
| 九州     | 福岡県            | ブリヂストン吹奏楽団久留米 | 3回目3年連続  |

### 一般の部
| 一般の部 | 一般の部          | 一般の部                   | 一般の部                       |
| 支部     | 都道府県 （地区） | 代表団体                   | 出場回数                       |
| -------- | ----------------- | -------------------------- | ------------------------------ |
| 北海道   | 札幌地区          | 札幌吹奏楽団               | 4回目2年ぶり                   |
| 東北     | 岩手県            | 北上吹奏楽団               | 初出場（岩手県としても初出場） |
| 関東     | 埼玉県            | 氷川の森ブラスアンサンブル | 初出場                         |
| 東京     | 東京都            | 乗泉寺吹奏楽団             | 10回目2年連続                  |
| 北陸     | 富山県            | 富山ウインドアンサンブル   | 7回目4年ぶり                   |
| 東海     | 愛知県            | 蒲郡市吹奏楽団             | 4回目9年ぶり                   |
| 関西     | 大阪府            | 三木ウインドアンサンブル   | 初出場                         |
| 中国     | 鳥取県            | 鳥取県吹奏楽団             | 初出場                         |
| 四国     | 愛媛県            | 今治市民吹奏楽団           | 初出場                         |
| 九州     | 長崎県            | 佐世保吹奏楽団             | 初出場                         |

## 結果

### 中学の部
| 中学の部 | 中学の部          | 中学の部                       | 中学の部             | 中学の部                                                                                                | 中学の部 | 中学の部   |
| No.      | 代表支部          | 団体名                         | 編成                 | 演奏曲（作曲者／編曲者）                                                                                | 賞       | 補足       |
| -------- | ----------------- | ------------------------------ | -------------------- | --- | -------- | ---------- |
| 1        | 東京／ 中学       | 足立区立加賀中学校吹奏楽部     | 打楽器八重奏         | 8人の不思議な打楽器演奏集団のための彩色打楽「仮面舞踏会」より （D.オードパン）                          | 金       |            |
| 2        | 九州／ 沖縄県     | 石川市立石川中学校吹奏楽部     | 打楽器八重奏         | 序曲 （J.ベック）                                                                                       | 銅       |            |
| 3        | 九州／ 大分県     | 日出町立日出中学校吹奏楽部     | 打楽器七重奏         | 「組曲～ソロ・ティンパニとパーカッションアンサンブルのための」よりIII.アフリカン・ビート （小長谷宗一） | 金       |            |
| 4        | 北陸／ 石川県     | 津幡町立津幡中学校吹奏楽部     | 金管六重奏           | ロイヤル・フェスティバル （G.グエンツェル）                                                             | 銅       |            |
| 5        | 東北／ 福島県     | 矢吹町立矢吹中学校吹奏楽部     | 金管六重奏           | パラゴン・ラグ （S.ジョプリン／平石）                                                                   | 銀       |            |
| 6        | 東海／ 愛知県     | 名古屋市立平針中学校吹奏楽部   | 金管八重奏           | 第1旋法による8声のカンツォン （G.ガブリエーリ）                                                         | 金       |            |
| 7        | 関西／ 大阪府     | 箕面市立第一中学校吹奏楽部     | 金管八重奏           | アンティフォニー第1番 （H.シュッツ）                                                                    | 銀       | W出場 ア-1 |
| 8        | 北陸／ 福井県     | 武生市立武生第三中学校吹奏楽部 | サクソフォーン四重奏 | 民謡風ロンドの主題による序奏と変奏 （G.ピエルネ）                                                       | 銀       |            |
| 9        | 北海道／ 札幌地区 | 札幌市立宮の丘中学校吹奏楽部   | サクソフォーン四重奏 | サクソフォーン・シンフォネット （D.ベネット）                                                           | 銀       |            |
| 10       | 四国／ 愛媛県     | 川之江市立南中学校吹奏楽部     | サクソフォーン四重奏 | 「四重奏曲」より第4楽章 （C.パスカル）                                                                  | 銅       |            |
| 11       | 北海道／ 北見地区 | 北見市立光西中学校吹奏楽部     | サクソフォーン四重奏 | 「和旋律による三章」より （宮島基栄）                                                                   | 金       |            |
| 12       | 東北／ 福島県     | 原町市立原町第二中学校吹奏楽部 | サクソフォーン四重奏 | 異教徒の踊り （P.ショルティーノ）                                                                       | 銀       |            |
| 13       | 関東／ 埼玉県     | 大宮市立宮原中学校吹奏楽部     | サクソフォーン四重奏 | サクソフォーン・シンフォネット （D.ベネット）                                                           | 銀       |            |
| 14       | 四国／ 高知県     | 安芸市立安芸中学校吹奏楽部     | 木管五重奏           | 五重奏曲 （F.ダンツィ）                                                                                 | 銀       |            |
| 15       | 関西／ 大阪府     | 箕面市立第一中学校吹奏楽部     | 木管八重奏           | 「小組曲」より行列 （C.ドビュッシー／兼田敏）                                                           | 金       | W出場 ア-2 |
| 16       | 中国／ 鳥取県     | 溝口町立溝口中学校吹奏楽部     | クラリネット三重奏   | 三重奏曲 （セムレ、コレリー）                                                                           | 銀       |            |
| 17       | 東海／ 三重県     | 桑名市立陽和中学校吹奏楽部     | クラリネット四重奏   | 「ディベルティメント」より第3楽章 （A.ウール）                                                          | 銀       |            |
| 18       | 東京／ 中学       | 世田谷学園中学校吹奏楽部       | クラリネット四重奏   | ソナタ「悲愴」より （L.v.ベートーヴェン／レナード）                                                     | 金       |            |
| 19       | 関東／ 群馬県     | 前橋市立第三中学校吹奏楽部     | クラリネット四重奏   | 「ディベルティメント」より第3楽章 （A.ウール）                                                          | 金       |            |
| 20       | 中国／ 広島県     | 広島市立祇園中学校吹奏楽部     | クラリネット八重奏   | コラールと舞曲 （V.ネリベル）                                                                           | 銅       |            |

### 高校の部
| 高校の部 | 高校の部          | 高校の部                             | 高校の部             | 高校の部                                                    | 高校の部 | 高校の部 |
| No.      | 代表支部          | 団体名                               | 編成                 | 演奏曲（作曲者／編曲者）                                    | 賞       | 補足     |
| -------- | ----------------- | ------------------------------------ | -------------------- | ----------------------------------------------------------- | -------- | -------- |
| 1        | 北陸／ 福井県     | 福井県立武生東高等学校吹奏楽部       | 打楽器五重奏         | 「ゲインズボーロー」より第2・3楽章 （T.ゴーガー）           | 銀       |          |
| 2        | 関東／ 埼玉県     | 埼玉県立越谷総合技術高等学校吹奏楽部 | 打楽器五重奏         | 「ゲインズボーロー」より第1楽章 （T.ゴーガー）              | 銀       |          |
| 3        | 東北／ 秋田県     | 秋田県立花輪高等学校吹奏楽部         | 管打八重奏           | 「五つのバガテル」よりIII・V （J.コッコネン／小林久仁郎）   | 銅       |          |
| 4        | 東京／ 高校       | 関東第一高等学校吹奏楽部             | 管打八重奏           | 「子供のアルバム」よりVII・IX （A.ハチャトゥリアン／岩谷）  | 金       |          |
| 5        | 中国／ 島根県     | 松江市立女子高等学校吹奏楽部         | 金管五重奏           | 「クリスマス・ジャズ組曲」よりIII・I （A.フラッケンポール） | 銀       |          |
| 6        | 関東／ 埼玉県     | 埼玉県立大宮高等学校吹奏楽部         | 金管五重奏           | 「空想・おもちゃ・夢」より （G.ファーナビー／ハワース）     | 銀       |          |
| 7        | 東海／ 愛知県     | 愛知工業大学名電高等学校吹奏楽部     | 金管八重奏           | 第7旋法による8声のカンツォン第1番 （G.ガブリエーリ）        | 銀       |          |
| 8        | 九州／ 福岡県     | 福岡工業大学附属高等学校吹奏楽部     | 金管八重奏           | オックスフォード伯爵のマーチ （W.バード／ハワース）         | 金       |          |
| 9        | 関西／ 大阪府     | 大阪府立淀川工業高等学校吹奏楽部     | 金管八重奏           | 第7旋法によるカンツォン第1番 （G.ガブリエーリ）             | 金       |          |
| 10       | 北海道／ 札幌地区 | 東海大学第四高等学校吹奏楽部         | サクソフォーン四重奏 | グラーヴェとプレスト （J.リヴィエ）                         | 銅       |          |
| 11       | 北陸／ 富山県     | 富山県立高岡商業高等学校吹奏楽部     | サクソフォーン四重奏 | 「四重奏曲」より第4楽章 （C.パスカル）                      | 金       |          |
| 12       | 東海／ 静岡県     | 静岡県立浜松工業高等学校吹奏楽部     | サクソフォーン四重奏 | グラーヴェとプレスト （J.リヴィエ）                         | 金       |          |
| 13       | 東京／ 高校       | 京華学園吹奏楽団                     | サクソフォーン四重奏 | 「ティータイムの画集」よりIII・IV （三浦真理）              | 銅       |          |
| 14       | 中国／ 広島県     | 広島朝鮮中高級学校                   | サクソフォーン四重奏 | メヌエット （G.ボルゾーニ／ミュール）                       | 銀       |          |
| 15       | 四国／ 愛媛県     | 愛媛県立松山南高等学校吹奏楽部       | 木管三重奏           | 朝の歌 （P.ヴァイー）                                       | 銀       |          |
| 16       | 九州／ 鹿児島県   | 鹿児島県立松陽高等学校吹奏楽部       | クラリネット三重奏   | 「グランド・トリオ」より第1楽章 （J.ブーフイユ／ロード）    | 金       |          |
| 17       | 四国／ 香川県     | 香川県立高松北高等学校吹奏楽部       | クラリネット四重奏   | 「ディベルティメント」より第3楽章 （A.ウール）              | 銅       |          |
| 18       | 北海道／ 日胆地区 | 北海道苫小牧南高等学校吹奏楽部       | クラリネット四重奏   | 「ディベルティメント」より第3楽章 （A.ウール）              | 銀       |          |
| 19       | 東北／ 福島県     | 福島県立勿来工業高等学校吹奏楽部     | クラリネット八重奏   | コラールと舞曲 （V.ネリベル）                               | 金       |          |
| 20       | 関西／ 大阪府     | 大阪信愛女学院高等学校吹奏楽部       | クラリネット八重奏   | コラールと舞曲 （V.ネリベル）                               | 金       |          |

### 大学の部
| 大学の部 | 大学の部          | 大学の部                             | 大学の部             | 大学の部                                              | 大学の部 | 大学の部 |
| No.      | 代表支部          | 団体名                               | 編成                 | 演奏曲（作曲者／編曲者）                              | 賞       | 補足     |
| -------- | ----------------- | ------------------------------------ | -------------------- | ----------------------------------------------------- | -------- | -------- |
| 1        | 東海／ 静岡県     | 静岡大学吹奏楽団                     | トロンボーン四重奏   | 「三つの舞曲」よりI・II （S.グラッサー）              | 銀       |          |
| 2        | 九州／ 福岡県     | 福岡大学応援指導部吹奏楽団           | 金管五重奏           | ロンド （J.ムーレ／ミルズ）                           | 銀       |          |
| 3        | 中国／ 島根県     | 島根大学吹奏楽部                     | 金管五重奏           | 金管五重奏のための音楽 （B.ビーチ）                   | 銅       |          |
| 4        | 北陸／ 石川県     | 金沢大学アカデミアブラスアンサンブル | 金管六重奏           | 「ディベルティメント」より第3・4楽章 （L.サルゼィド） | 銀       |          |
| 5        | 北海道／ 函館地区 | 北海道教育大学函館分校吹奏楽部       | 金管八重奏           | 「ニューヨークのロンドン人」よりV （J.パーカー）      | 金       |          |
| 6        | 東北／ 宮城県     | 東北大学吹奏楽部                     | サクソフォーン四重奏 | 「四重奏曲」より第1楽章 （C.パスカル）                | 銀       |          |
| 7        | 関東／ 埼玉県     | 文教大学吹奏楽部                     | サクソフォーン四重奏 | 「四重奏曲」より第3楽章 （A.デザンクロ）              | 銀       |          |
| 8        | 東京／ 大学       | 中央大学音楽研究会吹奏楽部           | サクソフォーン四重奏 | 「四重奏曲」より第4楽章 （C.パスカル）                | 銀       |          |
| 9        | 四国／ 徳島県     | 鳴門教育大学フィルハーモニー管弦楽団 | フルート三重奏       | 「三つのパストラーレ」よりI・III （H.トマジ）         | 銅       |          |
| 10       | 関西／ 大阪府     | 関西大学応援団吹奏楽部               | クラリネット八重奏   | ドデカフォニック・エッセイ （E.デル・ボルゴ）         | 金       |          |

### 職場の部
| 職場の部 | 職場の部          | 職場の部                   | 職場の部             | 職場の部                                                   | 職場の部 | 職場の部 |
| No.      | 代表支部          | 団体名                     | 編成                 | 演奏曲（作曲者／編曲者）                                   | 賞       | 補足     |
| -------- | ----------------- | -------------------------- | -------------------- | ---------------------------------------------------------- | -------- | -------- |
| 1        | 東北／ 宮城県     | JR東日本東北吹奏楽団       | 金管四重奏           | 第12旋法のリチェルカーレ （A.ガブリエーリ）                | 銀       |          |
| 2        | 東海／ 静岡県     | ヤマハ吹奏楽団浜松         | 金管五重奏           | 「ミュージックホール組曲」よりII・IV・V （J.ホロヴィッツ） | 銀       |          |
| 3        | 九州／ 福岡県     | ブリヂストン吹奏楽団久留米 | 金管八重奏           | 第7旋法による8声のカンツォン第2番 （G.ガブリエーリ）       | 金       |          |
| 4        | 関東／ 神奈川県   | 日本電気玉川吹奏楽団       | 金管八重奏           | 第1旋法による8声のカンツォン （G.ガブリエーリ）            | 銀       |          |
| 5        | 中国／ 広島県     | NTT中国吹奏楽団            | 金管八重奏           | 第7旋法による8声のカンツォン第1番 （G.ガブリエーリ）       | 銅       |          |
| 6        | 東京／ 職場       | ヤマハ吹奏楽団東京         | サクソフォーン四重奏 | 「四重奏曲」より第1楽章 （A.デザンクロ）                   | 金       |          |
| 7        | 関西／ 大阪府     | 阪急百貨店吹奏楽団         | フルート八重奏       | マリーン・シティ （広瀬量平）                              | 銀       |          |
| 8        | 北海道／ 日胆地区 | 新日鉄室蘭吹奏楽団         | クラリネット五重奏   | ディベルティメント kv.A229 （W.A.モーツァルト／ジン）      | 銅       |          |

### 一般の部
| 一般の部 | 一般の部          | 一般の部                   | 一般の部             | 一般の部                                                | 一般の部 | 一般の部 |
| No.      | 代表支部          | 団体名                     | 編成                 | 演奏曲（作曲者／編曲者）                                | 賞       | 補足     |
| -------- | ----------------- | -------------------------- | -------------------- | ------------------------------------------------------- | -------- | -------- |
| 1        | 北陸／ 富山県     | 富山ウインドアンサンブル   | テューバ四重奏       | テューバのワルツ （A.バートレス）                       | 銅       |          |
| 2        | 中国／ 鳥取県     | 鳥取県吹奏楽団             | トロンボーン四重奏   | 四重奏曲 （L.バセット）                                 | 銀       |          |
| 3        | 関東／ 埼玉県     | 氷川の森ブラスアンサンブル | 金管五重奏           | 「五重奏曲」より第1楽章 （M.アーノルド）                | 金       |          |
| 4        | 東海／ 愛知県     | 蒲郡市吹奏楽団             | 金管八重奏           | 第7旋法による8声のカンツォン第2番 （G.ガブリエーリ）    | 金       |          |
| 5        | 関西／ 大阪府     | 三木ウインドアンサンブル   | 金管八重奏           | 第1旋法による8声のカンツォン （G.ガブリエーリ）         | 銀       |          |
| 6        | 四国／ 愛媛県     | 今治市民吹奏楽団           | サクソフォーン四重奏 | 「万葉」より （櫛田胅之扶）                             | 銀       |          |
| 7        | 北海道／ 札幌地区 | 札幌吹奏楽団               | サクソフォーン四重奏 | 「四重奏曲」より第3楽章 （A.デザンクロ）                | 銀       |          |
| 8        | 九州／ 長崎県     | 佐世保吹奏楽団             | サクソフォーン四重奏 | アンダンテとスケルツェット （P.ランティエ）             | 銅       |          |
| 9        | 東京／ 一般       | 乗泉寺吹奏楽団             | サクソフォーン八重奏 | 「スペイン組曲」よりアラゴン （I.アルベニス／円田勇一） | 金       |          |
| 10       | 東北／ 岩手県     | 北上吹奏楽団               | クラリネット四重奏   | 「クローバー・ファンタジー」よりI・III （三浦真理）     | 銀       |          |